# Луэ (Верхние Пиренеи)
Луэ́ (фр. Louey, окс. Luei) — коммуна во Франции, находится в регионе Юг — Пиренеи. Департамент — Верхние Пиренеи. Входит в состав кантона Осён. Округ коммуны — Тарб.
Код INSEE коммуны — 65284.

## География
Коммуна расположена приблизительно в 660 км к югу от Парижа, в 125 км юго-западнее Тулузы, в 8 км к юго-западу от Тарба.
Коммуна расположена в местности Бигорр. По территории коммуны протекают реки Эшес и Жён.

## Климат
Климат умеренно-океанический с солнечной тёплой погодой и обильными осадками на протяжении практически всего года.

## Население
Население коммуны на 2010 год составляло 996 человек.
| 1962 | 1968 | 1975 | 1982 | 1990 | 1999 | 2010 |
| ---- | ---- | ---- | ---- | ---- | ---- | ---- |
| 433  | 439  | 433  | 787  | 779  | 910  | 996  |

## Администрация
| Период | Период | Фамилия         | Партия | Примечания |
| ------ | ------ | --------------- | ------ | ---------- |
| 2001   | 2020   | Кристиан Лаборд |        |            |

## Экономика
В 2010 году среди 653 человек трудоспособного возраста (15-64 лет) 460 были экономически активными, 193 — неактивными (показатель активности — 70,4 %, в 1999 году было 72,0 %). Из 460 активных жителей работали 436 человек (220 мужчин и 216 женщин), безработных было 24 (9 мужчин и 15 женщин). Среди 193 неактивных 54 человека были учениками или студентами, 100 — пенсионерами, 39 были неактивными по другим причинам.

## Фотогалерея

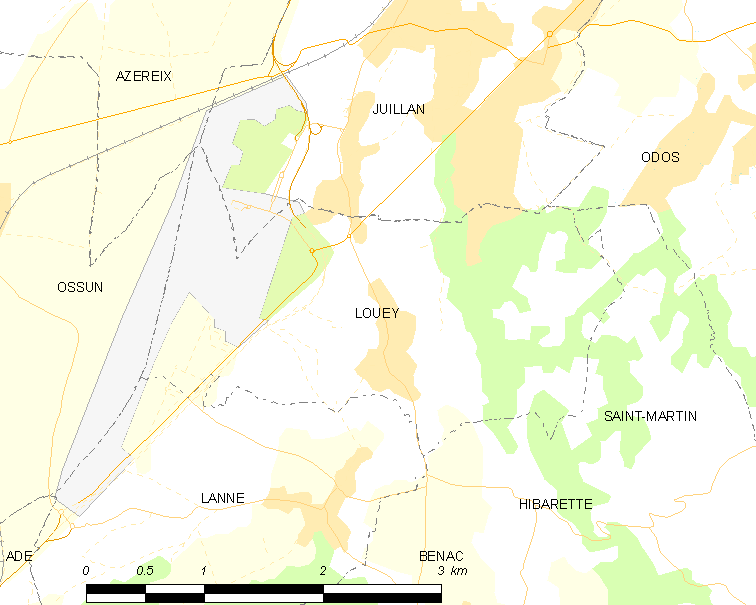
Карта коммуны